# Зандин
Зандин (рос. Зандин) — улус Мухоршибірського району, Бурятії Росії. Входить до складу Сільського поселення Цолгинського.
Населення —  58 осіб (2015 рік). 